# Werner Götze

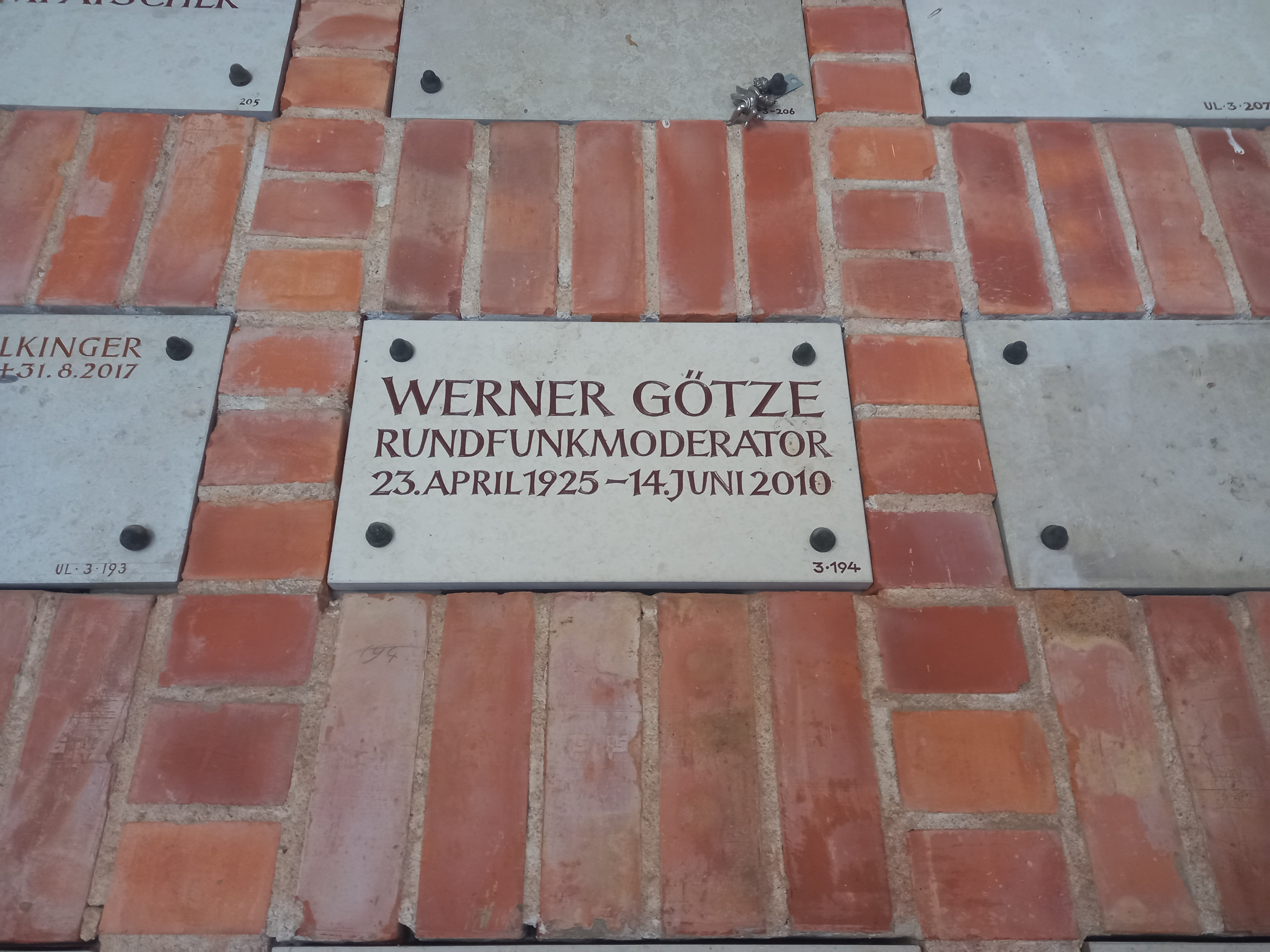
Das Grab von Werner Götze auf dem Westfriedhof (München)

Werner Götze (* 23. April 1925 in Insterburg; † 14. Juni 2010 in München) war ein deutscher Radioredakteur, Programmgestalter und Moderator des Bayerischen Rundfunks.
Götze gründete 1945 mit Freunden die Jazzband Alpine Combo, die in amerikanischen Soldatenclubs spielte. 1947 holte Jimmy Jungermann ihn als Moderator für die Sendung Mitternacht in München, die zwischen 1947 und 1956 Jazz-Platten und Live-Jazz vorstellte, zu Radio München. In der Buchreihe Jazz-Bücherei schrieb er über Dizzy Gillespie. Seit 1961 präsentierte er in der Reihe Jazz auf Reisen Bandauftritte von Konzertorten in Bayern; daneben moderierte er die Sendungen Internationale Hitparade, Wir schallplatteln und Der Plattenkramer. Auch beim dritten Programm, Bayern 3, war er von Anfang an dabei und moderierte unter anderem die Sendung Musik Report, die auch vom Südfunk 3 übernommen wurde. Zwischen 1977 und 1982 leitete er, als Nachfolger von Jimmy Jungermann, die Abteilung Leichte Musik im Bayerischen Rundfunk.